# Nữ thần của tôi
Nữ thần của tôi (Oh My Venus; tiếng Hàn: 오 마이 비너스; Romaja: O Mai Bineoseu) là một bộ phim truyền hình Hàn Quốc với sự góp mặt của 2 diễn viên chính So Ji-sub và Shin Min-ah. Bộ phim được phát sóng hàng tuần trên kênh KBS2 vào lúc 21:55 thứ 2 và thứ 3 bắt đầu từ ngày 16 tháng 11 năm 2015 và bao gồm 16 tập.

## Kịch bản
Kim Young-ho (hay còn gọi là John Kim), là một huấn luyện viên thể hình cá nhân các ngôi sao Hollywood. Dù sinh ra trong một gia đình giàu có, anh lại mắc phải căn bệnh ung thư xương hiểm nghèo từ khi còn bé. Tuy nhiên, Young-ho tin rằng việc có một lối sống lành mạnh cũng như tập luyện chính là cách duy nhất để sống sót. Anh dùng lí do bệnh tật để chạy trốn khỏi những rắc rối trong gia đình giàu có của mình. Sau một scandal của anh cùng một diễn viên Hollywood, Young-ho buộc phải quay lại Hàn Quốc.
Kang Joo-eun, từng là một ulzzang ở tuổi thiếu nữ, nổi tiếng với gương mặt xinh đẹp như nữ thần và thân hình đáng ngưỡng mộ. Nhưng giờ đây, ở tuổi 33, cô trở thành  một nữ luật sư  béo phì. Trên một chuyến bay từ Hoa Kỳ về Hàn Quốc, Joo-eun bất tỉnh và nhận được sự giúp đỡ từ Young-ho (anh là vị bác sĩ duy nhất trong số các hành khách có mặt trên chuyến bay). Sau đó, Joo-eun bị người bạn trai Im Woo Shik phản bội, nhưng cô lại phát hiện ra danh tính thật của Young-ho chính là John Kim. Vì vậy, cô yêu cầu anh phải giúp đỡ mình để giảm cân như cách anh đã làm với các ngôi sao Hollywood.
Kể từ đó, Young-ho liên tục giải cứu Joo-eun khỏi những tình huống oái ăm. Sau khi bị một kẻ biến thái đeo bám vá buộc phải bán đi căn hộ cũ của mình, nữ luật sư chuyển đến ở cùng căn hộ với Young-ho cùng 2 người bạn khác mà cô đã từng gặp trên chuyến bay là Ji Woong và Joon Sung (biệt danh là Korean Snake). Trong quá trình tập luyện để giảm cân, Young-ho và Joo-eun dần nảy sinh tình cảm; họ hàn gắn những vết thương lòng của nhau và yêu nhau.

## Diễn viên
- So Ji-sub trong vai Kim Young-ho/John Kim:

Kim Young-ho là huấn luyện viên thể hình cá nhân cho các ngôi sao Hollywood ở Mỹ dưới tên gọi giả là John Kim. Sau khi vướng vào scandal tình ái cùng một nữ diễn viên Hollywood nổi tiếng, Young-ho quay lại Hàn Quốc để tránh bão dư luận. Trên chuyến bay về quê nhà, anh đã cấp cứu cho Kang Joo-eun khi cô bất ngờ ngất xỉu. Kể từ đó, anh liên tục giải cứu Joo-eun ra khỏi những tình huống khó xử. Mọi chuyện càng thêm rắc rối khi bà của Young-ho, CEO của công ty gia đình anh, không cho phép anh quay về Mỹ vì mong muốn anh kế nhiệm chức vị của mình. Bỏ qua những vấn đề về gia đình và bản thân, Young-ho là một người nhân hậu và luôn cố gắng giúp đỡ người khác.
- Shin Min-ah trong vai Kang Joo-eun:

Kang Joo-eun là một nữ luật sư 33 tuổi từng được mệnh danh là "Nữ thần Daegu" tại quê nhà của mình. Sau khi tốt nghiệp và thực hiện ước mơ trở thành luật sư, Joo-eun bắt đầu trở nên béo phì và cảm giác bản thân không còn xinh đẹp. Sau khi bị người bạn trai lâu năm Im Woo Shik phản bội, Joo-eun có chuyến công tác đến Mỹ và trên đường trở về Hàn Quốc, cô rơi vào trạng thái nửa mê nửa tỉnh vì sử dụng rượu, thuốc giảm cân và đeo nịt bụng (corset) quá chặt gây ảnh hưởng đến khả năng hô hấp; tình cờ có mặt trên chuyến bay, Young-ho đã cấp cứu kịp thời cho cô. Sau đó, họ gặp nhau rất nhau rất nhiều lần trong những tình huống khó xử mà Joo-eun vướng phải. Sau khi phát hiện ra danh tính John Kim của Young-ho, cô hứa sẽ giữ bí mật giúp anh với điều kiện anh phải giúp cô giảm đi cân nặng. Nhìn chung, Joo-eun là một người thẳng tính và chăm chỉ.
- Jung Gyu-woon trong vai Im Woo-shik:

Im Woo-shik từng là một vận động viên bơi lội quốc gia khi còn đi học. Sau khi gặp gỡ Joo-eun ở trường trung học, Woo-shik đem lòng yêu Joo-eun và trở thành bạn trai của cô. Mặc dù luôn nói rằng Joo-eun chính là mối tình đầu của mình, nhưng Woo-shik lại dần hết yêu Joo-eun, đồng thời bí mật qua lại với Oh Soo-jin, từng là bạn thân của Joo-eun thời còn đi học. Cuối cùng, anh chính thức nói lời chia tay Joo-eun vào ngày kỉ niệm yêu nhau. Mặc dù vậy, Woo-shik luôn quan tâm đến cô và dõi theo cô; anh rất tò mò về mối quan hệ giữa Kim Young-ho và Joo-eun.
- Yoo In-young trong vai Oh Soo-jin:

Là một cô bé thừa cân khi còn đi học, Soo-jin rất tự ti và cảm thấy cô đơn cho đến khi Joo-eun trở thành bạn của cô. Giờ đây, Soo-jin đã trở thành một luật sư thành công, đồng thời có thân hình đáng mơ ước như một siêu mẫu. Cô trở thành cấp trên của Joo-eun trong cùng một công ty và hẹn hò với Woo-shik nhằm trả thù Joo-eun, người mà cô luôn đem lòng đố kị.
- Sung Hoon trong vai Jang Joon-sung:

Joon-sung, hay còn gọi là Korean Snake, là một vận động viên boxing chuyên nghiệp được John Kim huấn luyện. Anh là một đứa trẻ mồ côi nhưng được John Kim nhận làm học trò và giúp đỡ trở thành vận động viên nổi tiếng.
- Henry Lau trong vai Kim Ji-woong:

Ji-woong là một người lém lỉnh nhưng tốt bụng, luôn khuấy động bầu không khí. Anh chính là quản lý của Joon-sung.
- Jung Hye-sung trong vai Jang Yi-jin:

Jang Yi-jin là nữ hoàng quảng cáo của Hàn Quốc, đồng thời là một cô gái thích làm aegyeo ("làm nũng" trong tiếng Hàn Quốc). Cô thổ lộ với Joon-sung cô chính là một người hâm mộ lớn của anh và luôn theo dõi anh khắp mọi nơi. Bên cạnh sự nghiệp trong làng giải trí, Yi-jin còn là con gái của một CEO giàu có.
- Jin Kyung trong vai Choi Hye-ran:

Hye-ran là vợ lẽ của bố Young-ho, sau khi mẹ Young-ho qua đời. Hye-ran luôn muốn con trai mình nhận được sự chú ý từ gia đình của Young-ho nhưng cậu con trai ấy luôn bị đối xử bất công vì không cùng dòng máu với gia đình của Young-ho (bởi lẽ bố của Young-ho là con rể trong gia đình tập đoàn Gahong).
- Jo Eun-ji trong vai Lee Hyun-woo:

Hyun-woo là một đầu bếp, một người mẹ đơn thân và cũng là bạn thân của Joo-eun. Mối quan hệ giữa họ vô cùng khắng khít như chị em. Hyun-woo cũng có mối quan hệ thân thiết với em trai Joo-eun.
- Choi Jin-ho trong vai Min Byung-wook:

Byung-wook là một thư kí đáng tin cậy của gia đình Young-ho và cũng là trợ lý riêng của Young-ho, người mà Young-ho luôn có thể tin tưởng. Byung-wook rất quan tâm Young-ho và luôn giúp đỡ anh trong mọi chuyện.

## Sản xuất
Nữ diễn viên Shin Min-ah đã phải trang điểm và hoá trang rất cầu kì để hoá thân thành nữ luật sư béo phì Kang Joo-eun. Trước mỗi đợt quay phim, Shin Min-ah phải trang điểm trong vòng 3 tiếng đồng hộ, bao gồm gắn một lớp silicon lên mặt để tạo hiệu ứng. Một bộ suit béo và quần áo độn cũng được dùng để tạo hình cho một người mập mạp ngoài 30 tuổi.

## Tỉ suất người xem
| Tập #      | Ngày phát sóng chính thức | Tỉ suất người xem trung bình | Tỉ suất người xem trung bình | Tỉ suất người xem trung bình | Tỉ suất người xem trung bình |
| Tập #      | Ngày phát sóng chính thức | Tính theo TNmS               | Tính theo TNmS               | Tính theo AGB Nielsen        | Tính theo AGB Nielsen        |
| Tập #      | Ngày phát sóng chính thức | Toàn quốc                    | Khu vực thủ đô Seoul         | Toàn quốc                    | Khu vực thủ đô Seoul         |
| ---------- | ------------------------- | ---------------------------- | ---------------------------- | ---------------------------- | ---------------------------- |
| 1          | 16 tháng 11 năm 2015      | 7.4%                         | 8.6%                         | 7.4%                         | 8.1%                         |
| 2          | 17 tháng 11 năm 2015      | 7.0%                         | 8.7%                         | 8.2%                         | 9.3%                         |
| 3          | 23 tháng 11 năm 2015      | 7.4%                         | 8.7%                         | 8.4%                         | 9.5%                         |
| 4          | 24 tháng 11 năm 2015      | 8.1%                         | 9.9%                         | 9.4%                         | 10.5%                        |
| 5          | 30 tháng 11 năm 2015      | 7.1%                         | 7.7%                         | 8.8%                         | 9.5%                         |
| 6          | 1 tháng 12 năm 2015       | 7.9%                         | 8.8%                         | 9.7%                         | 10.7%                        |
| 7          | 7 tháng 12 năm 2015       | 6.6%                         | 7.4%                         | 8.2%                         | 8.8%                         |
| 8          | 8 tháng 12 năm 2015       | 7.0%                         | 8.5%                         | 9.4%                         | 10.2%                        |
| 9          | 14 tháng 12 năm 2015      | 7.2%                         | 8.4%                         | 8.7%                         | 9.5%                         |
| 10         | 15 tháng 12 năm 2015      | 7.4%                         | 7.8%                         | 8.9%                         | 9.8%                         |
| 11         | 21 tháng 12 năm 2015      | 6.5%                         | 7.2%                         | 8.4%                         | 9.1%                         |
| 12         | 22 tháng 12 năm 2015      | 6.7%                         | 8.0%                         | 8.6%                         | 9.5%                         |
| 13         | 28 tháng 12 năm 2015      | 6.7%                         | 7.4%                         | 8.7%                         | 8.8%                         |
| 14         | 29 tháng 12 năm 2015      | 7.5%                         | 8.5%                         | 9.9%                         | 10.9%                        |
| 15         | 4 tháng 1 năm 2016        | 6.7%                         | (<7.2)%                      | 8.4%                         | 8.9%                         |
| 16         | 5 tháng 1 năm 2016        | 7.5%                         | 7.4%                         | 8.7%                         | 9.0%                         |
| Trung bình | Trung bình                | 7.2%                         |                              | 8.7%                         | 9.5%                         |

## Phát sóng quốc tế
- Thái Lan: Bộ phim được phát sóng trên kênh Channel 7 vào ngày 2 tháng 7 năm 2016 vào lúc 9:45 sáng. (ICT)[11]
- Canda: Bộ phim được chiếu trên kênh OMNI vào tháng 6 năm 2016.
- Philippines: Bộ phim được chiếu trên GMA Network từ ngày 4 tháng 7 đến ngày 12 tháng 8 năm 2016 vào lúc 11:00 sáng (PST).[12]
- Việt Nam: Bộ phim được chiếu trên kênh D-Dramas VTVcab 7 lúc 20:00.